# 吉野町煉瓦倉庫
吉野町煉瓦倉庫（よしのちょうれんがそうこ）または旧吉井酒造煉瓦倉庫（きゅうよしいしゅぞうれんがそうこ）は、日本の青森県弘前市にある歴史的な産業遺産である。
所在地は、日本・青森県弘前市吉野町2番1。
1907年（明治40年）から1923年（大正12年）頃にかけて福島藤助が日本酒の醸造・貯蔵のために作った工場・倉庫。

## 歴史

### 建物建設以前
工場・倉庫が建てられる以前の敷地には、リンゴ栽培を学んだ楠美冬次郎によって1880年（明治13年）に開設された不換園があった。園内にはリンゴをはじめとする果実のほか西洋野菜も植えられ、一角の屋敷には広い庭園が設けられるとともに、鯉や金魚などを養殖していた大きな池や、花菖蒲園も造られていた。その後弘前で初めての電燈会社が設立されることになり、火力発電所の建設地の候補として不換園の一部が挙げられ、楠美冬次郎は宅地の一部を譲渡。明治34年（1901年）に弘前電燈会社が開業するが、6年後に水力発電へ切り替えることになり、同社が弘前市本町に移転する計画が持ち上がった。社屋と発電所のあった跡地は同社重役であった福島藤助に譲り受けられた。

### 酒造工場として
1907年（明治40年）、清水の湧く酒造りに適した新たな土地を得た福島藤助は、10年来酒造業を営んできた弘前市茂森町から移転した。福島酒造会社と名称を改め、吉野町（当時の地名は中津軽郡清水村富田字吉田野）に工場・倉庫を建設し、酒造を開始する。清酒「吉野桜」が主たる製品であった。移転に伴い、茂森町にあった醸造所は、製造した酒の販売を行う支店としての役割を果たすようになった。また元寺町にも支店が存在していた時期がある。
吉野町の工場では当初から夏季の醸造が試みられていたが、1913年（大正2年）工場の増設と設備が整えられたことで、季節を問わず醸造ができる四季醸造がさらに本格化する。全国的にも四季醸造が行える工場として革新的であった。また「長安正宗」という銘柄も新たに売り出されるようになった。年間製造高は1915年（大正4年）には3千石、1921年（大正10年）には、6千石となり、当時の青森県全体の酒造量8万3千石のうちの県内第一の酒造量となった。このころ福島藤助が創業した富名醸造株式会社の製造高と合わせると1万石を超えた。県内のみならず北海道にも酒を輸出し、小樽市港町に支店が設けられ、札幌市南4条には青森県物産館が建てられた。1922年（大正11年）には、資本金200万円で福嶋醸造株式会社が設立され、個人企業から株式会社へと進展する。
こうした酒造業の成功には、当時、第8師団が弘前に設置されたことや戦勝景気により需要が高まったこと、鉄道の開通により販路が拡大したことなどが大きく影響している。拡大の一途、1925年（大正14年）、福島藤助が心臓麻痺により55歳で急逝する。福嶋醸造株式会社の存在は1942年（昭和17年）の段階まで確認できるものの、事業の経営は福島家から離れていく。
1940年（昭和15年）には、弘前市品川町に設立された御幸（みゆき）商会によって一時借用され、リンゴ酒が製造された。太平洋戦争中は米不足のため清酒の製造が制限され、それを補うようにリンゴ酒の製造が盛んとなっていた。戦時中にリンゴ酒製造免許を取得していた吉井勇によって建物が引き継がれ、一時は年三千石のリンゴ酒を製造した。1949年（昭和24年）に日本酒造工業株式会社に商号を改めた吉井勇は、1953年（昭和28年）の2ヶ月間の欧米視察の翌年、朝日麦酒株式会社の後援を得て、資本金1億円で朝日シードル株式会社を設立した。1億3千万円もの投資で、170石入り大型貯蔵タンク98基とスウェーデン製遠心分離機2台を導入し、最終的には年間200万箱のリンゴでシードル10万石の製造を目論んでいた。技術顧問としてフランスからミシェル・ヴィエルを弘前に3ヶ月間滞在させ、本格的な欧風シードルの製造を目指し、遂に1956年（昭和31年）、「朝日シードル」が発売される。新たな商品は弘前産業界の期待を集め、また朝日麦酒株式会社の販売網に乗せることで、地方での製造のハンディキャップを補える目算であった。
しかし当時の日本人の嗜好に合わなかったこともあり、商品の売れ行きは期待に反し、生産量は当初の計画の3分の1程にとどまった。やがて、朝日シードル株式会社はニッカウヰスキーの傍系会社となり、1960年（昭和35年）には、同社の弘前工場として、シードル事業を引き継ぐとともに秋には東北地方向けのウイスキー製造を開始した。その後手狭になり、1965年（昭和40年）に工場は弘前市栄町に移転したため、酒造工場としての稼働していたのはこの時点までとなる。1967年（昭和42年）、日本酒造工業株式会社は吉井酒造株式会社に商号が変更される。清酒「吉野桜」は、吉井酒造によって商標が登録され、現在も販売されている。
以降、倉庫は政府米の保管庫として1978年（昭和53年）から1997年（平成9年）までの間使用された。

### 活用を求める動き
吉野町煉瓦倉庫の活用を求める弘前市民の活動は1988年（昭和63年）に煉瓦館再生の会(代表：渋谷龍一)が結成された頃より始まる。この会の顧問の村上善男によると、会の趣旨は「弘前市内に点在する煉瓦造りの倉庫は、古都弘前を内側からささえる＜大切な風景＞の核になっているので、都市変容の前に、倉庫を残す運動を起こす必要がある。同時にただ補修をして残すだけでなく、館を文化的に活用することにより＜煉瓦館の再生＞をもはかること」であった。
この会のメンバーは弘前青年会議所のOB会員ら市内の青年層を中心に約15人で、数年にわたり、定期的に勉強会や見学会を重ねていた。同倉庫を木版画美術館として再生すべく、会の構想について知ってもらうためのPRイベント「現代日本版画展」が1991年（平成3年）6月19日から23日までスペース・デネガで開催された。同展では、池田満寿夫、駒井哲郎、野田哲也、横尾忠則、李禹煥、ジャスパー・ジョーンズら国内外の著名作家のほか、青森県出身の棟方志功、関野準一郎、下澤木鉢郎を加え、約60点の作品を公開し、5日間の会期中に千人に近い熱心な観客がつめかけた。
1994年（平成6年）になると、リンゴにちなんだまちづくり運動を展開するアップルフェア推進協議会（会長：今井正直）は「いいリンゴの日」の11月5日、日本で初めて本格的なシードルを大々的に製造した同倉庫にて「アップルパーティ」を開催。また1996年（平成8年）には、同協議会が「ジャパンアップルフェア」を2日間の日程で開いた。初日に開催された弘前市民が同倉庫の活用法を考える「アップルカレッジ」では幅広い世代からの様々な提案がなされ、また翌日にはリンゴ料理やシードル、ジャズの生演奏が楽しめるパーティが催された。
一方、弘前市においても、煉瓦倉庫を含め周辺一帯を文化拠点施設として整備する「吉野町緑地整備構想」が進められていた。構想がまとまる前の1989年（平成元年）には、市土地開発公社が弘前市の活用を見込み周辺の土地6,265m2を取得、市は1993年（平成5年）から倉庫の持ち主と土地、建物の取得交渉に入った。取得計画は「吉野町の煉瓦倉庫を美術展示館に」という市民側からの要望に後押しされたものだった。1994年（平成6年）には県重点要望事項「文化拠点施設の支援」の中に、煉瓦倉庫を明記し、耐震調査や再生利用計画調査を実施した。しかし倉庫所有者との交渉は条件などが折り合わず、1998年（平成10年）3月以降、交渉は途絶えたままだった。2000年（平成12年）の重点要望からは煉瓦倉庫の項目が削除され、さらに翌年の重点要望では、県の地域芸術パーク構想に示された「弘前は既存の施設・活動の活用による地域芸術パーク構想づくりを目指す」という考えに呼応し、文化拠点施設整備の支援そのものが削除された。
弘前市はいったんは煉瓦倉庫の取得を断念したものの、2015年（平成27年）に吉野町煉瓦倉庫の土地と建物を購入することができ、（仮称）弘前市芸術文化施設として2020年には弘前れんが倉庫美術館が開館した。

### 奈良美智による展覧会
青森県弘前市出身の美術作家・奈良美智による展覧会が、2002年（平成14年）、2005年（平成17年）、2006年（平成18年）に同倉庫で3度開催された。展覧会の会場として使用されることになったのは、奈良美智の画集を見た当時の倉庫所有者からの申し出がきっかけであった。2000年（平成12年）に初めて倉庫の内部を訪れた奈良美智は、ファンサイト「HAPPY HOUR」に、内部空間から受けた印象について興奮ぎみに綴っている。
個展を開催するために非営利の実行委員会が組織され、ボランティアが募集された。展示設備の整った美術館とは異なる、倉庫が会場として活用されるにあたり、まずは建物内部のリノベーションが必要であった。1回目の「I DON'T MIND, IF YOU FORGET ME.」は、倉庫のリノベーションから展覧会の運営まで、延べ3,500人ものボランティアスタッフにより実行された。人口約17万人の街に約6万人もの観客がこの展覧会を訪れるという、前代未聞の成功を収めることとなった。
この実行委員会メンバーを中心に、2003年（平成15年）にNPO法人harappaが結成され、2005年（平成17年）春には「From the Depth of My Drawer」2006年（平成18年）夏には「YOSHITOMO NARA + graf A to Z」を開催し、みたび大きな成功を収めている。「YOSHITOMO NARA + graf A to Z」では、倉庫内部に廃材を利用して作られた44個の小屋が立ち並び、それぞれ「奈良小屋」「アーチハウス」「アフガン小屋」「ニュー八角堂」などと名付けられ、来場者は架空の街の中を回遊するように展覧会を楽しむことができた。過去2回の展覧会の際、倉庫の2階部分は会場としては使用されなかったが、同展で初めて活用され、奈良美智の《Puff Marshie》などが展示された。開催にあたって倉庫に掲げられた巨大なポスターの画像には、本展のために描かれ、出品作中でもっとも大規模のペインティング《The little star dweller》が用いられた。
開催の翌年には、同展に関わった方との思い出を残すため、展覧会の収益金により奈良美智によって制作された立体作品《A to Z Memorial Dog》が弘前市に寄贈され、10月21日に煉瓦倉庫に隣接する土淵川吉野町緑地公園に設置された。2015年（平成27年）に行われた修復後、作品は倉庫内部の一角で展示されていたが、改修工事に伴い、展示を一時休止している。
|                      | 奈良美智展 弘前「I DON'T MIND, IF YOU FORGET ME.」 | 奈良美智「From the Depth of My Drawer」弘前展 | 「YOSHITOMO NARA + graf A to Z」 |
| -------------------- | --- | --- | --- |
| 主催                 | 「奈良美智展 弘前」実行委員会 | 「奈良美智展 弘前」実行委員会、NPO 法人harappa | A to Z 実行委員会 |
| 会期                 | 2002年（平成14年）8月4日（日）～9月29日（日） | 2005年（平成17年）4月16日（土）～5月22日（日） | 2006年（平成18年）7月29日（土）～10月22日（日） |
| 来場者数             | 58,724人 | 20,019人 | 77,343人 |
| ボランティア参加者数 | 469人 | 260人 | 910人 |
| 出品作家             | 奈良美智 | 奈良美智 | 奈良美智、graf、川内倫子、杉戸洋、三沢厚彦、ヤノベケンジ、米田知子、アンクリット・アシャチャリヤーソーポン、スッティー・クッナーウィチャーヤノン、マイ・ホフスタッド・グネス、松本大洋、ジェイムズ・マクニュー |
| 主な関連イベント     | - オープニングイベント 「ROCK'N' ROLL GYPSIE NIGHT」 出演：LIVE TI-KI TIKI BAM BooooS、DJ 奈良美智、ゲストDJ齋藤奈緒子 - レクチャーシリーズ 第1回 松井みどり（美術評論家)）「幻の山や街 ―奈良美智の夢の生成」 第2回 児島やよい（アート・コーディネーター／ライター） 「児島やよいさんと語ろう!! 奈良美智の世界」 第3回 岩井康賴(美術家／弘前大学教育学部教授) 第4回 立木祥一郎（キュレイター）「偶然の空間 ―奈良美智展が示す未来」 - 上映会 『ロッタちゃん はじめてのおつかい』（監督：ヨハンナ・ハルド/制作年：1993） 『MI・TA・RI!』（監督：原將人/制作年：2002） - 会期終了後（10月15日・16日） こどもワークショップ成果展『We won't forget you. ぼく・わたしの中の奈良美智』 | - レクチャーシリーズ 第1回 土崎正彦（白土舎オーナー）・岩井康頼 「奈良美智の世界〜若き才能との出会い〜」 第2回 原久子（インデペンデント・キュレーター）「大阪ではじまった話」 第3回 齋藤奈緒子（音楽ライター）、齋藤浩（JOYPOPS代表） 「奈良美智が出会った音楽たち」 - 写真展「I NEVER FORGET YOU.～From the Depth of My Drawer 弘前展の記憶～」 (5月17日〜22日 )撮影：永野雅子 | - 「A-nightで行こう！」 出演：LIVE bloodthirsty butchers, DJ 奈良美智 - 「Midnight A to Z」 夜間開館 トーク：奈良美智×中野裕通「ものづくりについて」 スライドショー：永野雅子「Document of Nara + graf」 DJイベント：「Party Night」 出演／奈良美智、Doggone、タカイチヤング フード＆ドリンク：「A to Z屋台村」 - 「Z-night鳴る！」 - 「Radio A to Z」（アップルウェーブ） - 「ならねぷたコンテスト」 - 「『NARA/奈良美智との旅の記録』完成直前特別試写会」 - レクチャーシリーズ 「AtoZまで」奈良美智、豊嶋秀樹 「kunoichi AtoZ 活動報告」原久子（アートプロデューサー）、宮村周子（ライター）、児島やよい（アートコーディネーター）、今香（米子市美術館 学芸員） 「AtoZ 迷子たちの街」立木祥一郎（AtoZ実行委員会キュレーター） 「私の彫刻表現」三沢厚彦（AtoZゲストアーティスト） 「奈良さんとの11年」小山登美夫 「AtoZの闖入者 トラやんとは」ヤノベケンジ（AtoZゲストアーティスト） 「AtoZを追いかけて」坂部康二（東北新社 映像ディレクター） 「AtoZこの街が生み出すもの」天野太郎（横浜美術館 学芸員） 「AtoZから」奈良美智、豊嶋秀樹 |

## 建築・設備

### 明治・大正期
- 1907年（明治40年）2月、雪が降る中工事に着手し[23]、11月2日に最初の建物が落成した（この建物は現存しない）。同月6日より醸造所が開業となった[24]。はじめに建てられたのは茂森町にあった3棟の建物を移築したもので、そのうちもっとも初期に建てられた建物は煉瓦造（一部木造）で1階建、桁行10間、梁間8間の80坪の建物である[2]。
- 1908年（明治41年）の江田鎌治郎の視察記によれば、この時点までに敷地の北側に約270坪の醸造庫が設けられている。この醸造庫の1階奥には40坪の貯蔵室と50坪の醗酵室に挟まれるかたちで土床の40坪の空間があり、庫の前面には居室と帳場、麹室2個があった。醗酵室の上階には蒸米放冷室があり、上方から醗酵桶に蒸米を投げ込めるような作りになっていた。さらに直下傾斜地を利用して44坪の地下室が設けられ、夏季醸造用に、約3石入りの銅製錫引の円筒型容器が十数個備えられていた(これらの建物は現存しない)[4]。
- 1913年（大正2年）、工場の増設が完成し、アンモニア製氷機、蒸気機関、精米機、細菌学研究設備、冷却装置など近代的な設備が整えられた。これにより本格的な清酒の四季醸造が可能となった[25]。
- 福島藤助が42歳の時、除厄のため1913年（大正2年）頃に敷地内に建てた個人宅は、会社が法人化する1922年（大正11年）まで存在した[26]。
- 敷地内には数本の煙突がそびえ、1916年（大正5年）の棟方徳衛『ヒロサキ』には「雲を突く大煙突を以て誇りとしてゐる」とその存在感が描写されている[27]。
- 1923年（大正12年）頃に、現存するA・B棟が増築される。162坪のA棟には精米室、機械室、倉庫、客室、見張り場が設けられ、300坪のB棟は醗酵室として使用された。こうして規模が最も大きくなった時期には、敷地面積3,700坪、総建て坪2,200坪、十数棟の倉庫・工場などが敷地内に存在した[28]。
- 工場の動力源は、当初蒸気機関が用いられており、明治期まで8馬力であったのが大正に入ると33馬力となり、1924年（大正13年）に自家発電用の水力発電所の完成後は電力に代わり、馬力数も2,465馬力と飛躍的に向上した[29]。
- そのほか、建物内には鉄板製の塩水タンク、清酒ろ過機、清酒熱殺菌装置、水圧式の圧搾機、清酒輸送ポンプなどが設けられ多くの点で機械化がなされており、原料や製品を運ぶためのベルトコンベアーまで用意されていた[30]。
- 建物の建設にあたり、資材となる煉瓦や石材は膨大な使用量であるためすべてを購入でまかなう事ができず、小栗山（弘前市）に煉瓦工場を、大鰐町八幡館の石山を買収して採石工場を建築し、そこで自家生産したものが使用された。煉瓦が建築材として用いられたのは、簡単に壊すことができない頑丈な素材を用いることで、仮に自らの事業が失敗しても市の将来のために遺産として残すことができると、福島藤助が考えたためである[28]。

### シードル工場時代
朝日シードルが生産されていた頃の様子は次のとおりである。
A棟（3棟のうち中央に位置する建物）
- 1階北側には手前から清澄室、冷却室、ろ過室が設けられ、清澄室とろ過室には1基ずつ遠心分離機が置かれていた。一番奥のろ過室の床には汚れたらすぐ洗えるようタイル貼りの仕上げであった。また棟の南側では洗瓶やパストライザーによる殺菌、ラベル貼りや検品、箱詰め作業が行われていた。
- 2階には瓶詰機、従業員が開発した搾汁機、事務室、アルコール分や発酵の進み具合などの分析を行う研究室、培養室や薬品庫などが設けられていた。

B棟（A棟とL型に棟続きになっている建物）
- 1階は貯蔵室として使用され、26000リットルのタンクが48本、29000リットルのタンクが50本、計98本設置されていた。2階は資材倉庫として、段ボールなどがしまわれていた。

C棟（3棟のうち北側に位置する建物）
- 手前には乾燥機が設置され、搾汁したリンゴ滓を乾燥させていた。
- 奥にはアンモニア冷凍機が設置され、アンモニアを圧縮していた。アンモニアが蒸発する際の気化熱によって冷やされたブライン液は、シードルの冷却や貯蔵室の温度を下げるために利用された。

その他
- A棟の手前にはりんご洗浄室、C棟の手前にはボイラー室と発酵室があった（いずれも現存しない）。
- シードルを生産していた頃は現存する建物以外にもいくつかの建物が存在したが、昭和50年（1970年）にほとんどが取り壊された。

### 現存する建物

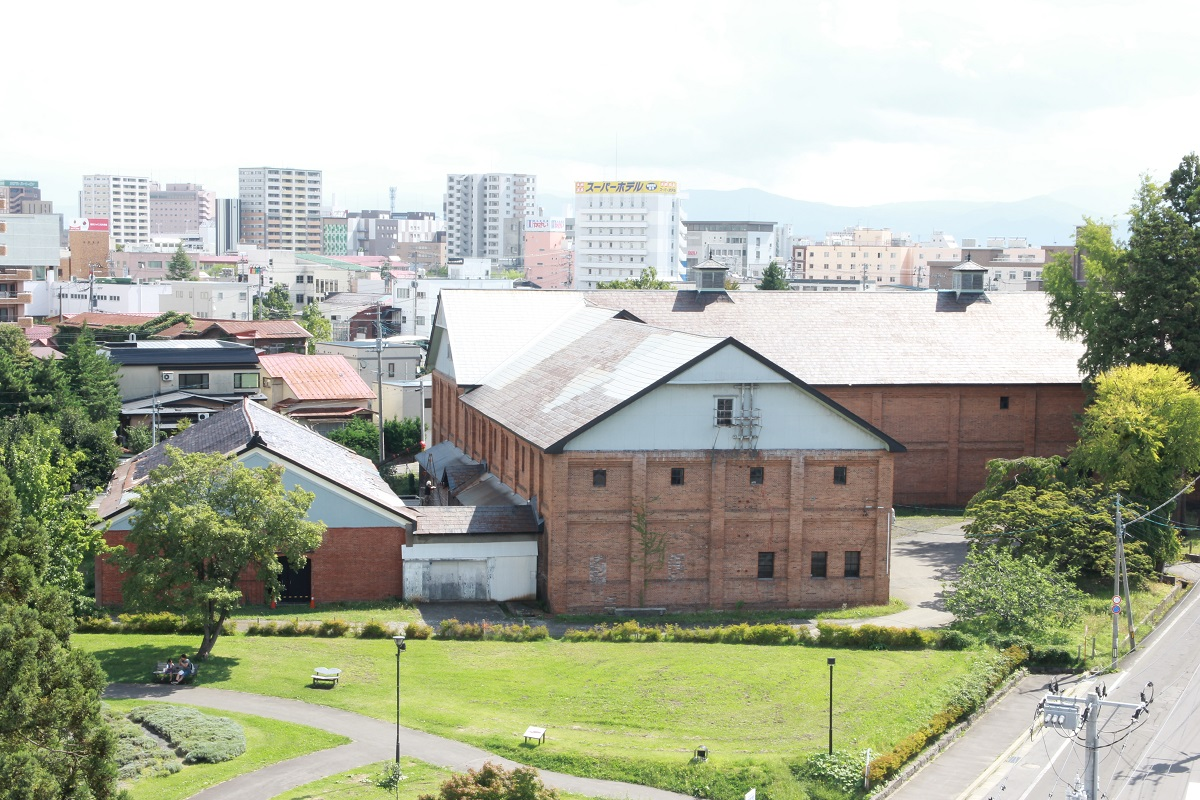
吉野町煉瓦倉庫外観（左側からC棟、A棟、B棟）2017年

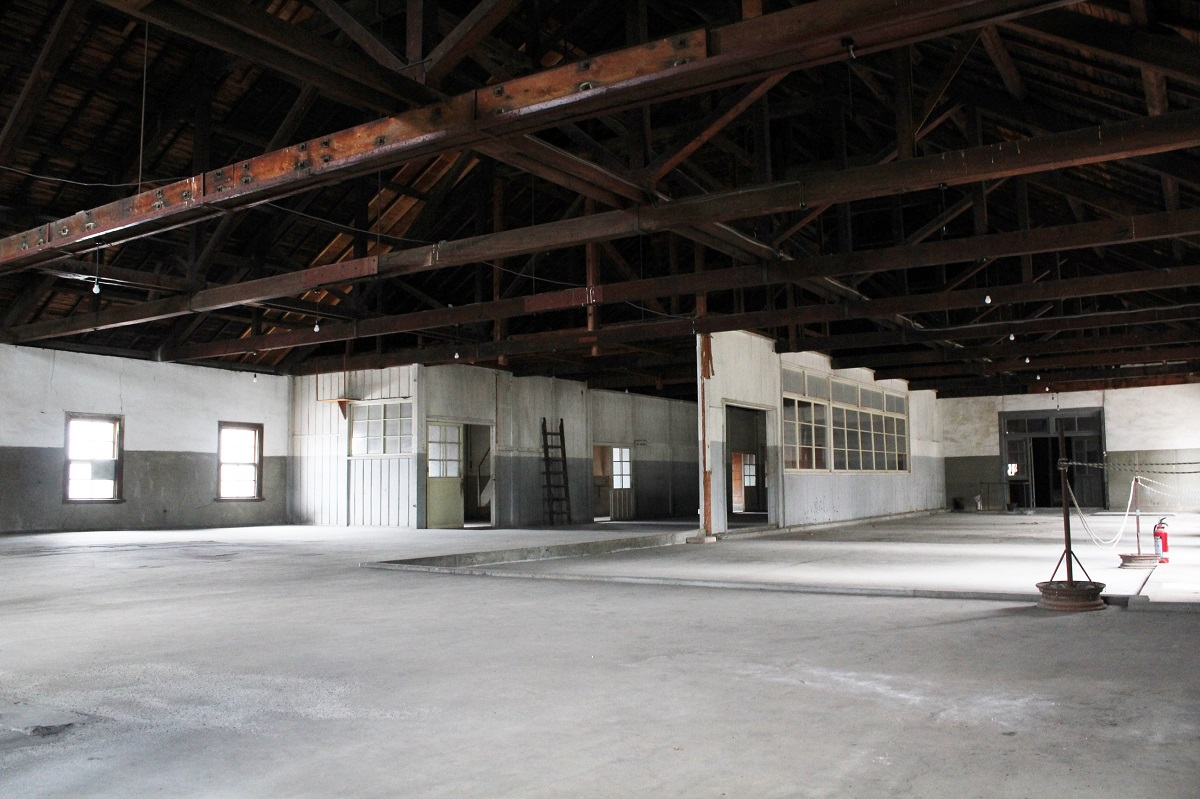
A棟2階 2016年

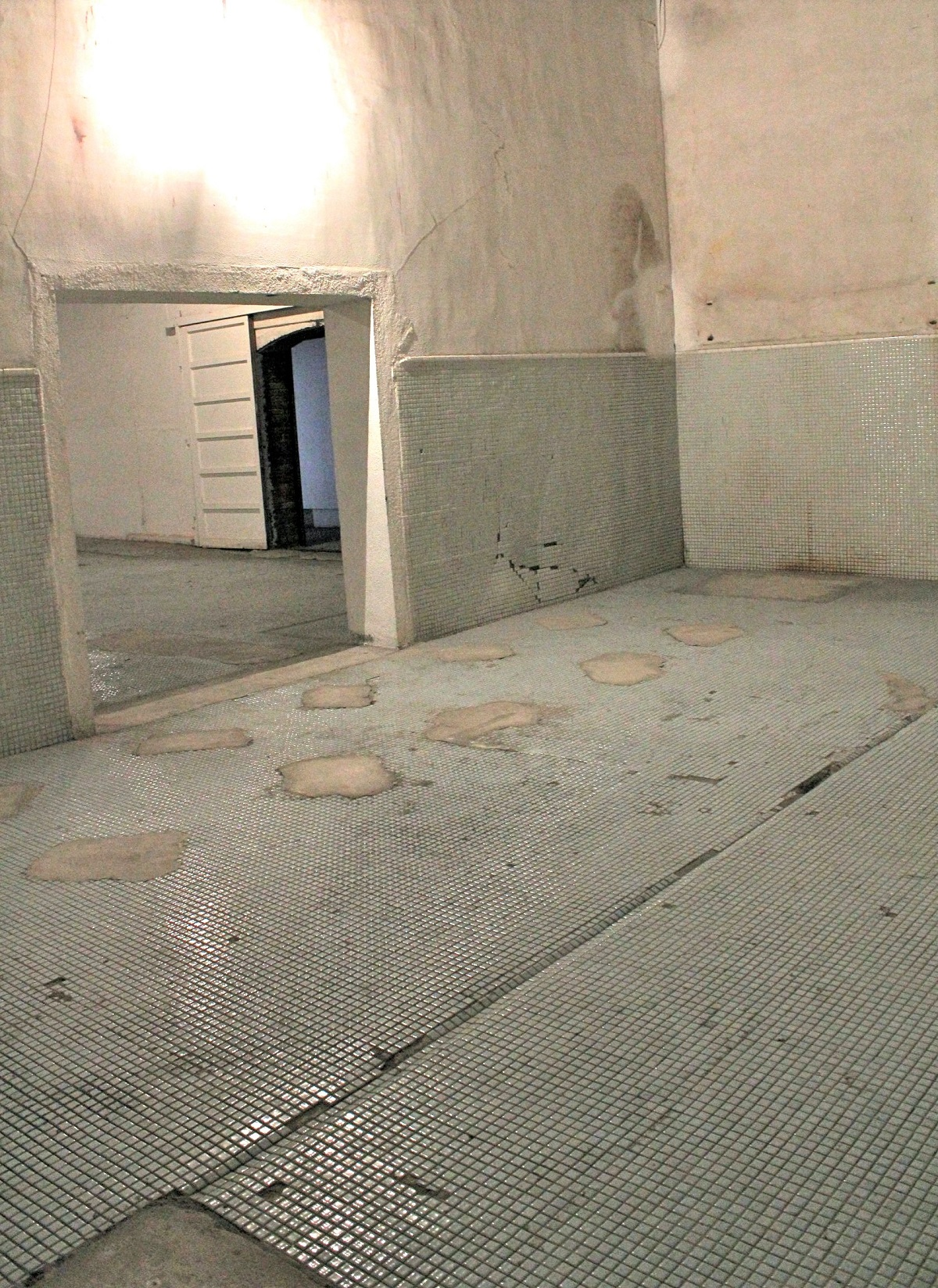
A棟1階 2016年

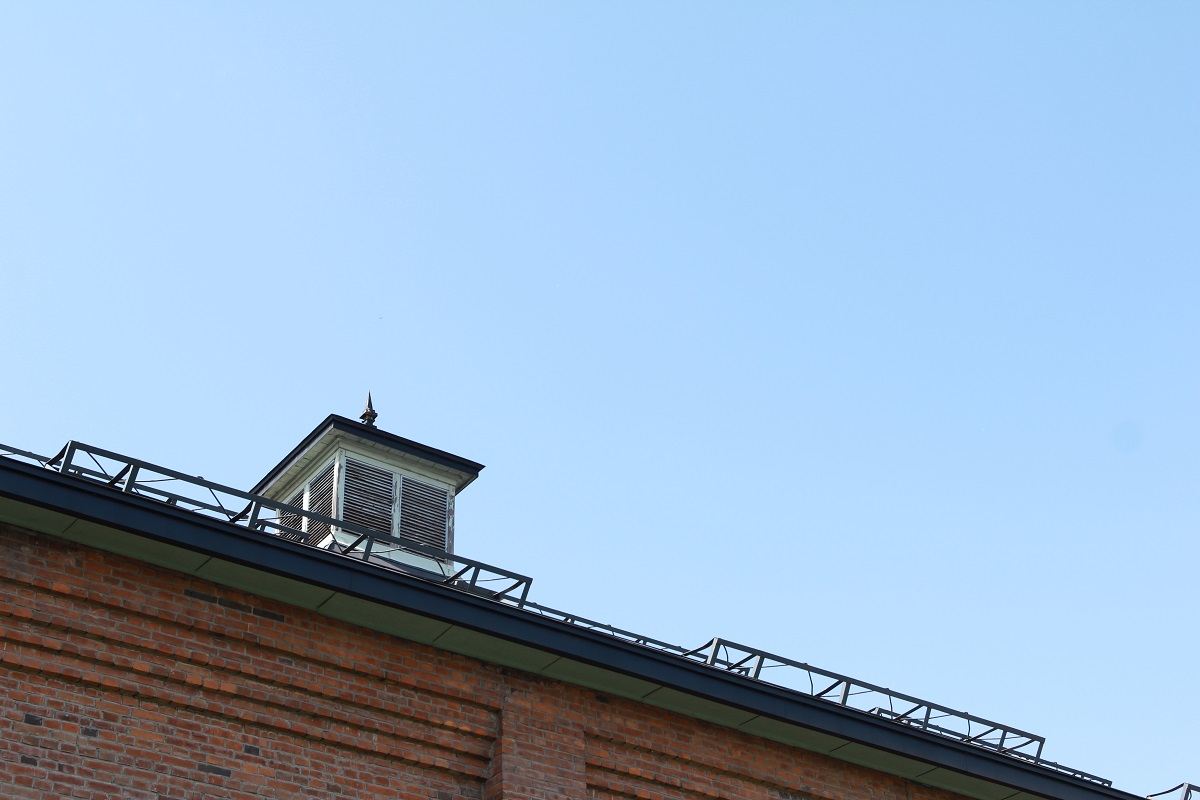
吉野町煉瓦倉庫外観 ベンチレーター 2017年

現存する建物はA棟、B棟、C棟の3棟。大きさは、床面積1階（A・B・C棟計）2,256.07m2、2階（A・B棟計）1,677.86m2、延べ床面積3,933.93m2である。建物の最高高さは15.63m。各建物について、建築年代、建物の構造、特徴などを下記に記載する。
A棟（3棟のうち中央に位置する建物）
1. 建築年代：大正12年（1923年）頃
2. 建物の構造：煉瓦造（一部木造・鉄骨造）2階建
3. 建築的特徴：

- 鉄板葺の切妻屋根で、屋根部分は木造のトラス構造で造られた洋小屋組が用いられている。骨組みを構成する三角形の3辺に力を分散させることができるため、柱が不要となる大空間を実現している。
- 1階には、シードル工場時代の名残で、床がタイル張りの3つに区分けされた空間がある。2階には、事務室や研究室、培養室などの小部屋と、中央に間仕切りが残されている。
- 窓ガラスの一部には、口吹きガラスと呼ばれる、職人が口で吹いて手作りで制作した表面に凹凸のあるガラスが残っており、窓の景色が独特にゆらいで見える。
- 屋根の頂きには、転落防止のためにロープを結ぶことなどを目的とする、小さい丸い金具が、等間隔に取り付けられている。

B棟（A棟とL型に棟続きになっている建物）
1. 建築年代：大正12年（1923年）頃
2. 建物の構造：煉瓦造（一部木造・鉄骨造）2階建
3. 建築的特徴：

- 鉄板葺の切妻屋根で、屋根部分は鉄骨のトラス構造で造られた洋小屋組が用いられている。2階には幅約20m×奥行き約60mの無柱空間が広がっている。1階も、2階同様の大空間だが、2階の床を支えるための鉄骨柱が中央の南北方向に等間隔で並んでいる。柱と梁はリベットにより接合されており（リベット接合は、現在では建築にはほとんど用いられることがない）、建築当時にあった窓は現在はすべて埋められている。1階の壁は、全面にタールが塗られており、特徴的な黒い壁となっている。煉瓦 - 籾殻（断熱） - アルミ箔（遮熱） - 木の順に層をなし、断熱や防虫対策が入念に施されていた。
- 屋根上には、ベンチレーターが2基あり、小屋裏の換気装置の役目を果たしていた。また、頂きには、A棟と同様に小さな丸い金具が、等間隔に取りつけられている。

C棟（3棟のうち北側に位置する建物）
1. 建築年代：明治40年（1907年）以降
2. 建物の構造：木造平屋建、土蔵造
3. 建築的特徴：

- 瓦葺の切妻屋根で、小屋組は、在来工法の和小屋組となっており、屋根葺材には、雪国弘前では珍しい和瓦が使われている。
- 妻面のみが煉瓦によって作られているが、かつて西側に存在した煉瓦造の建物に接続させる形でこの棟が建てられ、そののち元々あった建物が解体されたものと推測される。
- A・B・Cの3つの棟は、木造の渡り廊下でつながっていたが、改修工事の段階で解体が行われた。

煉瓦積みの特徴
- 最も堅実で合理的とされるイギリス積み（長手積みの段と小口積みの段を交互に積み重ねる積み方）が採用されている。（A棟、B棟、C棟妻面）
- 窓の上部には小口積みが見られ、また入り口上部には扇形の変形レンガをアーチ状に並べて装飾している箇所も見られる。

## 吉野町煉瓦倉庫が登場する作品

### 映画
- 宵待草 - 1974年（昭和49年）12月28日公開、96分、監督：神代辰巳、脚本：長谷川和彦、キャスト：高橋しの、高岡健二、夏八木勲ほか

### 漫画・アニメ
- ふらいんぐうぃっち- 石塚千尋による漫画。第19話「魔女のローブは十人十色」（講談社コミックス 第四巻収容）登場。テレビアニメでは第12話「魔女のローブと日々は十人十色」（DVD第6巻収容）に登場する。

### 演劇
- 朗読と映像でつづる野外劇「煉瓦倉庫ものがたり」-美術館を核とした文化交流拠点開館（2020年予定）前のプレイベントとして書き下ろされたオリジナル作品。渡辺源四郎商店店主の畑澤聖悟による構成・演出。津軽に暮らす高校生・大学生たちが出演した本作は、吉野町緑地・煉瓦倉庫前を舞台に2017年（平成29年）9月23日・24日に公演が行われた。

### イラストレーション
- 「YOSHITOMO NARA + graf A to Z」の会場を訪れた安西水丸によって吉野町煉瓦倉庫のイラストが描かれる。「イラストレーター安西水丸さんがみちのく、美術館周遊の旅へ」『Precious』、小学館、2006年（平成18年）10月号、P445

### 地図
- 《弘前市鳥瞰図》‐1931年（昭和6年）に描かれた吉田初三郎による鳥瞰図。赤煉瓦の倉庫群と2本の煙突が描かれる。（原画は弘前市立弘前図書館蔵）

## アクセス
- JR弘前駅から徒歩20分 または弘南バス小栗山狼森線「3番乗り場」より「住吉入口」下車徒歩1分
- 鍛冶町地区から徒歩4分
- 弘南バス市内循環100円バス「駅前乗り場」より「中土手町」下車徒歩4分
- 弘南鉄道中央弘前駅から徒歩3分
- 弘前公園から徒歩20分